# 7e armée (Empire russe)
Pour les articles homonymes, voir 7e armée.

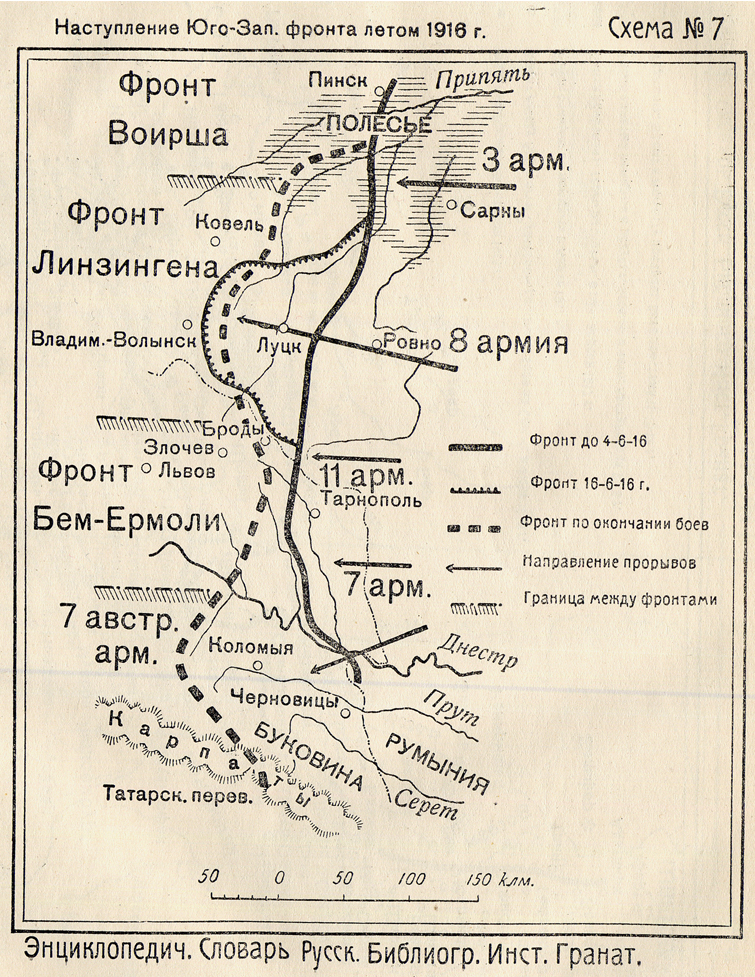
Offensive Broussilov, juin 1916

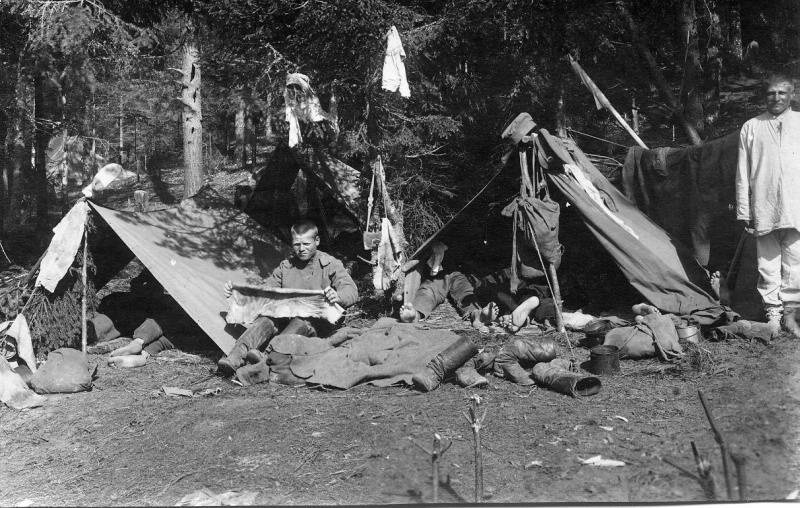
Campement de l'armée russe, 1916

Offensive Kerenski, juillet 1917

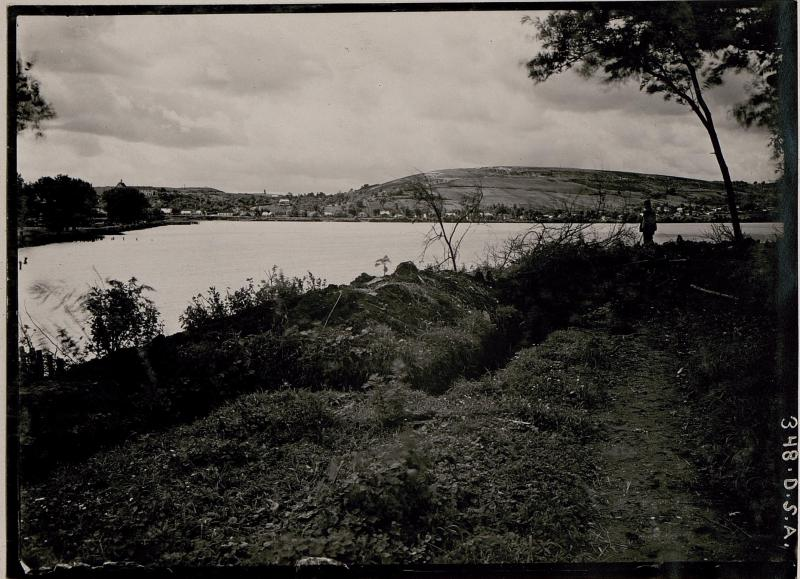
Tranchées russes le long de la Zolota Lypa à Berejany

La septième armée est une unité de l'armée impériale russe engagée sur le front de l'Est pendant la Première Guerre mondiale. Elle participe à plusieurs batailles contre les armées impériales austro-hongroise et allemande. Elle est dissoute en mars 1918.

## Historique
La 7e armée est créée en juillet 1914 sous le commandement de Vladimir Nikitine (en), vétéran de la guerre russo-japonaise. Elle est composée de 4 divisions, les 62e, 63e, 64e et 71e divisions de réserve, autour du grand port d'Odessa. En raison de l'attitude incertaine de la Roumanie au début de la Première Guerre mondiale, la 7e armée est destinée à la défense d'Odessa et de la Bessarabie. Elle reste dans ce secteur pendant les années 1914 et 1915.
En 1916, la 7e armée est réorganisée sous le commandement du général Chtcherbatchiov et vient renforcer le Front du Sud-Ouest en vue de l'offensive Broussilov en Galicie. Le 4 juin 1916, les XVIIIe et XXIIe corps russes lancent une attaque contre l'Armée du Sud allemande dans le secteur de Zaliztsi : après une préparation d'artillerie de 48 heures, l'infanterie tente de percer les lignes allemandes. Les Russes doivent abandonner au bout de quelques jours, ayant perdu 20 000 tués sans résultat. Plus au sud, les IIe et XVIe corps russes ont davantage de succès contre l'aile nord de la 7e armée austro-hongroise qu'ils repoussent jusqu'à la Strypa. Le 10 juin, le XVIe corps s'empare de Boutchatch, évacuée par les Austro-Hongrois. Le 12 juin, l'aile sud de l'Armée du Sud doit à son tour se replier sur une ligne Koropets-Nazniov : l'arrivée de renforts allemands lui permet de stabiliser le front sur la rive sud du Dniestr autour de Tloumatch.
Pendant l'été 1917, la 7e armée, commandée par le général Selivatchiov, prend part à l'offensive Kerenski, dernière tentative de la Russie pour renverser l'issue de la guerre. Elle attaque entre Konyukhi et Pidhaïtsi (région de Ternopil). Le 10 juillet, elle perce le front de l'Armée du Sud au nord de Berejany et s'empare de Halytch. Cependant, la contre-offensive allemande vers Zolotchiv permet à l'Armée du Sud de se ressaisir et, fin juillet, de repousser la 7e armée vers le Zbroutch. Au début d'août, l'avance du corps des Beskides allemand est arrêtée par une contre-attaque de la 7e armée dans le secteur de Houssiatyn.
En juillet 1917, le général d'origine ukrainienne Pavlo Skoropadsky entreprend de réorganiser le XXXIVe corps de la 7e armée qui devient le Ier corps ukrainien, embryon d'une armée ukrainienne séparée.
Après la révolution d'Octobre (novembre 1917), l'armée russe achève de se désorganiser, les désertions se multiplient et le seul pouvoir régional un peu solide est celui de la Rada centrale ukrainienne de Kiev. D'après un rapport du général Henri Berthelot, chef de la mission française en Roumanie, au début de janvier 1918, l'état d'esprit de la 7e armée et des autres unités composant le Front du Sud-Ouest est alors le suivant :
- Divisions complètement ukrainisées, reconnaissant l'autorité de la Rada centrale : 104e et 53e DI, Ier corps ukrainien comprenant les 4e et 16e divisions ukrainiennes
- Divisions en voie d'ukrainisation : 100e DI (XXXIIe corps d'armée), 113e DI (Ier corps ukrainien), 108e DI (VIIe corps sibérien), 10e division de cavalerie
- Divisions à tendance bolchévique, influencées par le gouvernement soviétique : 1re et 2e divisions du Turkestan, 125e-126e, 52e-56e DI, divisions des chasseurs de la Garde, 3e division d'infanterie de la Garde, 2e et 3e divisions de cavalerie de la Garde
- Divisions russes sans caractéristiques spéciales : 130e-83e DI, 77e division sibérienne, 57e-3e-53e DI, 122e-194e DI, 102e DI, 20e DI, 105e-101e DI, 50e DI, 6e division sibérienne, 3e division de grenadiers, 46e DI, 7e DI, 10e DI, 3e division transcaucasienne, 77e DI, 132e division sibérienne, 11e, 19e, 64e DI, 21e division caucasienne, 6e, 13e et 11e divisions de cavalerie[1].

En février-mars 1918, l'offensive allemande et austro-hongroise en Ukraine (opération Faustschlag) disperse les restes de la 7e armée. Autour de Jitomir et de Berditchev, des combats opposent les troupes russes à celles de la République populaire ukrainienne. Skoropadsky se rallie aux Allemands tandis que la 7e armée achève de se dissoudre.

## Organisation
À la fin de 1917, la 7e armée comprend :
- Ier corps d'armée de la Garde
- IIe corps d'armée de la Garde
- XIIe corps
- Ier corps ukrainien
- XLIe corps
- IIIe corps caucasien
- Ve corps de cavalerie
- VIIe corps sibérien

## Commandants
- Vladimir Nikitine (en) (17 juillet 1914 – 19 octobre 1915)
- Dmitri Chtcherbatchiov (19 octobre 1915 – 11 avril 1917)
- Léonid Bielkovitch (ru) (13 avril – 20 juin 1917)
- Vladimir Selivatchiov (26 juin – 9 septembre 1917)
- Januariusz Cichowicz (pl) (9 septembre - 3 décembre 1917)
- Vladimir Triandafillov (3 au ? décembre 1917)
- Vladimir Lavdovski (ru) (? décembre 1917 - ? mars 1918)

Personnalités de la 7e armée de l'Empire russe
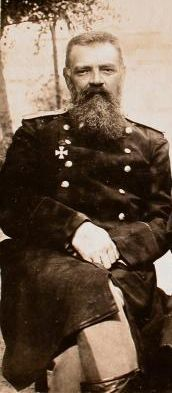
Vladimir Nikitine, mort en exil en 1922
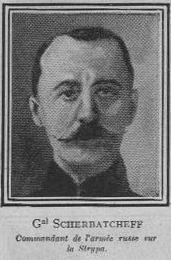
Dmitri Chtcherbatchiov, futur général des Armées blanches, mort en exil en 1932
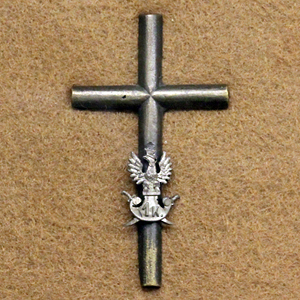
Januariusz Cichowicz, futur général de l'armée polonaise
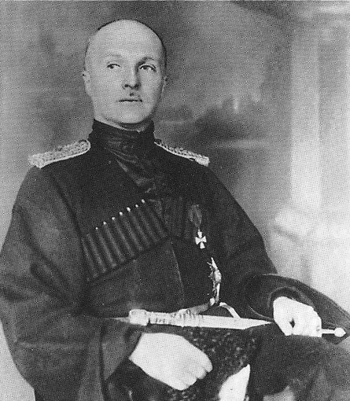
Pavlo Skoropadsky, futur chef de l'Hetmanat ukrainien

## Sources et bibliographie
- (de) Cet article est partiellement ou en totalité issu de l’article de Wikipédia en allemand intitulé « 7. Armee (Russisches Kaiserreich) » (voir la liste des auteurs) dans sa version du 9 janvier 2016.

- (ru) Cet article est partiellement ou en totalité issu de l’article de Wikipédia en russe intitulé « 7-я армия (Российская империя) » (voir la liste des auteurs) dans sa version du 27 janvier 2016.
- Jean-Noël Grandhomme, Michel Roucaud et Thierry Sarmant (préf. André Bach), La Roumanie dans la Grande Guerre et l'effondrement de l'Armée russe : édition critique des rapports du général Berthelot, chef de la Mission militaire française en Roumanie, 1916-1918, Paris, Harmattan, coll. « Aujourd'hui l'Europe », 2000, 461 p. (ISBN 978-2-747-50154-5, OCLC 716779359, lire en ligne).